# Alicja Ryżewska

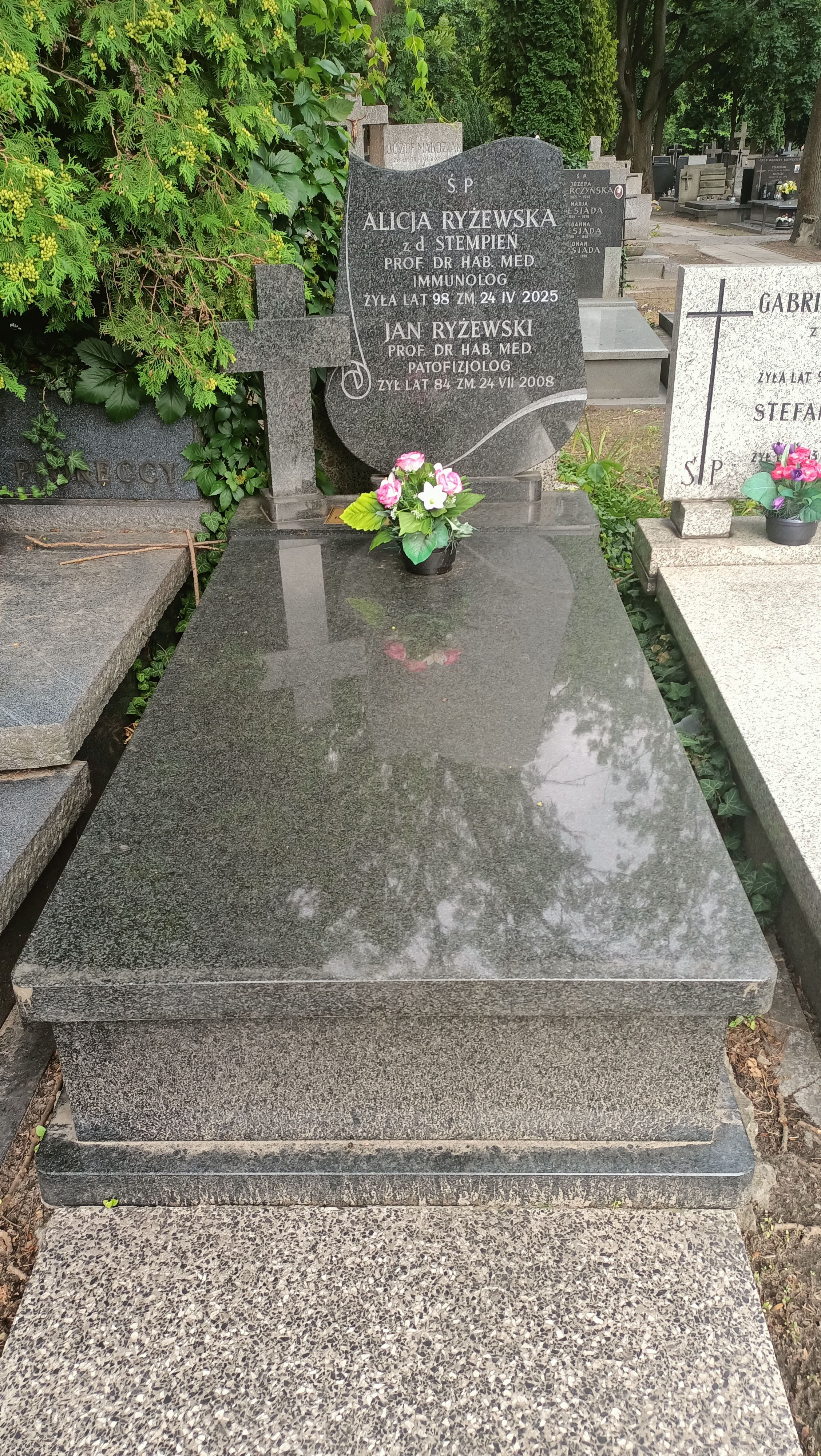
Grób Alicji i Jana Ryżewskich na cmentarzu powązkowskim w Warszawie

Alicja Gabriela Ryżewska z domu Stempień (ur. 19 grudnia 1926, zm. 24 kwietnia 2025) – polska lekarka, profesor doktor habilitowana nauk medycznych, specjalistka z zakresu immunologii.  

## Życiorys
Była córką Stefana Stempnia. Dzieciństwo i część okresu II wojny światowej spędziła w Radomiu. W czasie powstania warszawskiego pracowała w warszawskim kościele wizytek Powstania Warszawskiego. Po wojnie w Radomiu uzyskała dużą maturę. Nastepnie rodzina przeniosła się z powrotem do Warszawy. W 1951  ukończyła Akademię Medyczną w Warszawie. W 1974 została profesorem. Była żoną profesora Jana Ryżewskiego.
Została pochowana w grobie męża na cmentarzu Powązkowskim w Warszawie (kwatera 136, rząd 6, grób 28) .